# Hana Seho
Hana Seho (* 25. února 1957 Vsetín), rozená Münzová, je česká architektka, publicistka a pedagožka, která vyučuje na Fakultě architektury Českého vysokého učení technického v Praze. Vysokou školu, na níž následně pedagogicky působí, vystudovala v roce 1982 a roku 2013 se habilitovala. Její práce se jmenovala „Vliv hustoty zástavby na půdorysný koncept bytu“. Absolvovala několik zahraničních pobytů a stáží například v Nizozemsku (1988), Švýcarsku (1990), západní Africe (1997 a 2002) a na Filipínách (2016). Roku 1991 založila spolu s Petrem Hlaváčkem architektonickou kancelář R.U.A., která se ale po sedmnácti letech (2008) rozpadla. Seho se poté osamostatnila a pokračovala ve vlastní kanceláři R.U.A. Českobratrská církev evangelická vybrala její návrh na zbudování nového objektu pro Bratrskou školu v pražských Holešovicích. Rovněž je autorkou návrhů na rekonstrukci smíchovského kostela této církve.